# Clavia Nord Modular
Nord Modular est une série de synthétiseurs produits par la société suédoise  Clavia.
Les synthétiseurs Nord Modular sont des synthétiseurs de modélisation analogique, principe en commun avec la série des Nord Lead. Ils sont très flexibles, permettant de simuler de nombreuses possibilités de synthèse sonore, dont la synthèse soustractive, synthèse additive, synthèse FM, ou pour la dernière génération, la synthèse par modélisation physique. 
Les Nord Modular sont utilisés par des musiciens comme Eloy Fritsch, The Chemical Brothers ou Mouse on Mars.

## Différents modèles

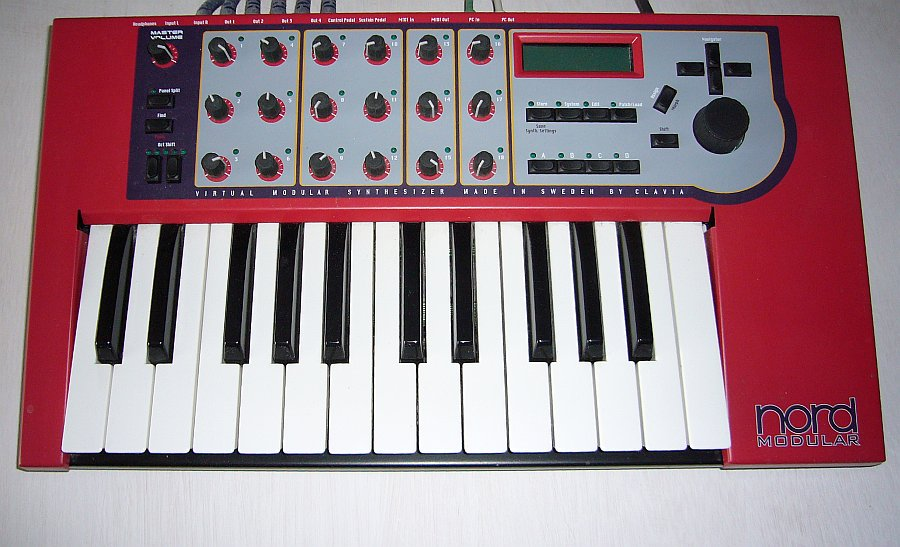
Nord Modular de première génération

La série originale de Nord Modular, produite à partir de 1998, comporte les modèles Nord Modular Key, Nord Modular Rack et Nord Micro Modular.

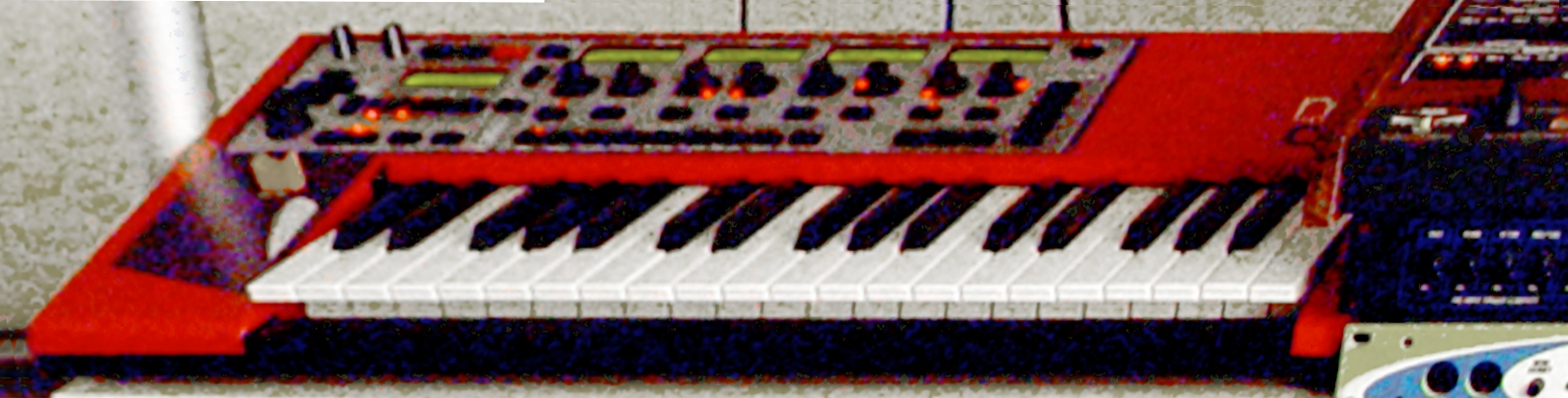
Nord Modular G2

Un modèle de deuxième génération a été produit à partir de 2004, le Nord Modular G2, qui existe en plusieurs versions, dont le G2X (clavier 61 touches), en version rack ou en version émulation logicielle.